# Лопушанка (Львовская область)
Лопушанка (укр. Лопушанка) — село в Турковской городской общине Самборского района Львовской области Украины.
Население по переписи 2001 года составляло 474 человека. Занимает площадь 1 км². Почтовый индекс — 82511. Телефонный код — 3269.

## История
В 1946 году указом ПВС УССР село Лопушанка-Лехнева переименовано в Лопушанку.